# Шато Мутон-Ротшильд

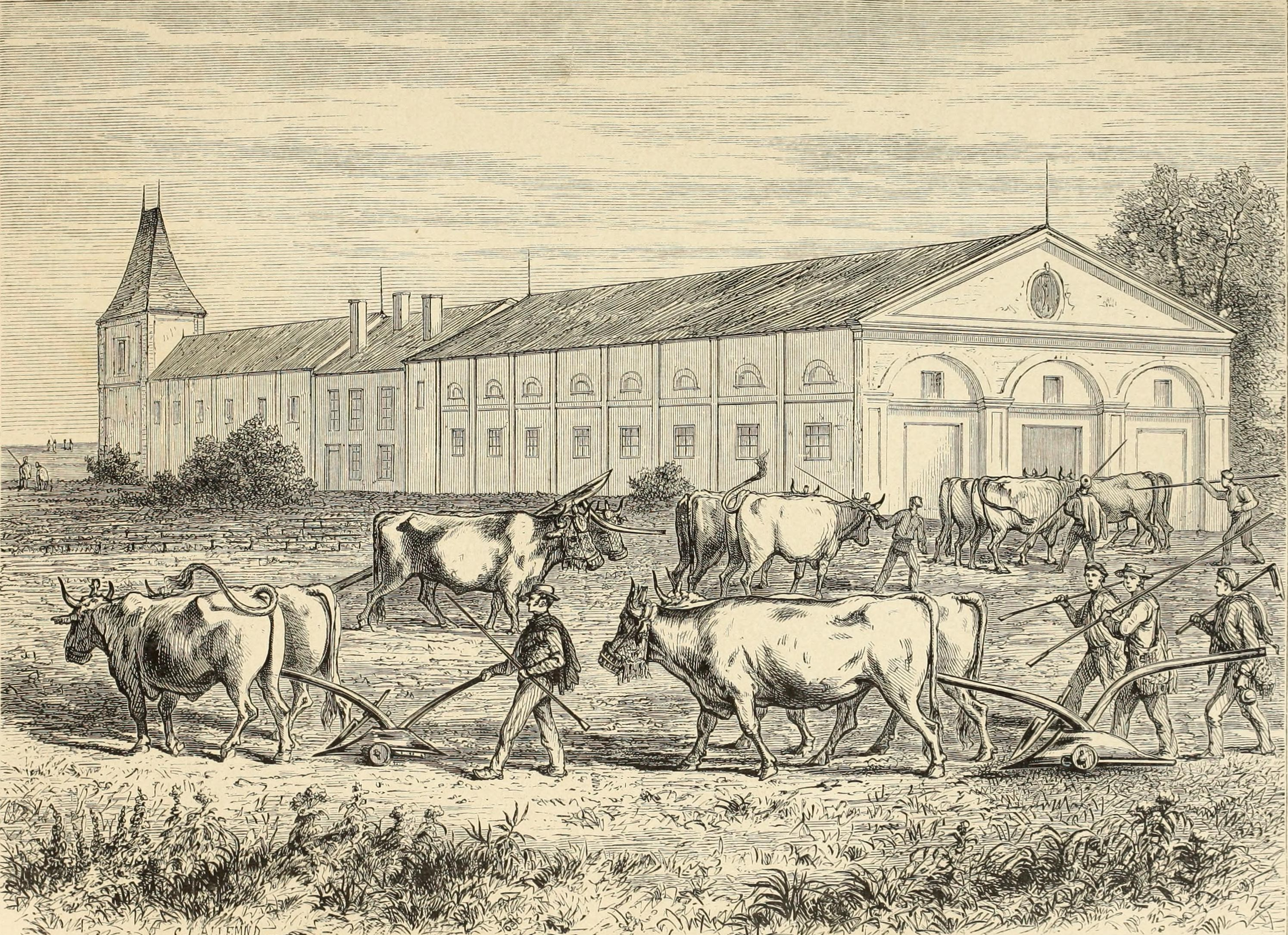
Вид имения Мутон в 1838 году

Шато Мутон-Ротшильд (фр. Château Mouton-Rothschild) — бордоское винодельческое хозяйство (шато), расположенное в коммуне Пойяк аппелласьона Верхний Медок. Согласно изменениям, внесённым в 1973 году в «Официальную классификацию вин Бордо», относится к высшей категории винодельческих хозяйств (наряду с хозяйствами Лафит-Ротшильд, Марго, Латур и О-Брион).

## История
Первоначально поместье именовалось Бран-Мутон (Château Brane-Mouton). В 1853 году было приобретено на аукционе Натаниэлом де Ротшильдом, четвёртым сыном богатейшего человека своего времени. По сей день входит в винодельческий холдинг, принадлежащий британской ветви семьи Ротшильд — «Baron Philippe de Rothschild S.A.».
Производит два красных вина с собственных виноградников: Château Mouton-Rothschild (основное или «первое» вино хозяйства), Le Petit Mouton de Mouton Rothschild («второе» вино хозяйства) и белое сухое вино категории Bordeaux AOC — Aile d’Argent. Виноградники засажены каберне-совиньоном (81 %), мерло (15 %), каберне-франом (3 %) и пти-вердо (1 %).
Кроме производимых вин экстра-класса, шато Мутон-Ротшильд также известно особым подходом к оформлению бутылочных лицевых этикеток. По мысли Филиппа де Ротшильда этикетка для каждого нового года урожая должна включать художественные элементы, созданные известными художниками и публичными лицами. На этикетках вин хозяйства можно встретить работы, созданные по заказу его владельцев Пабло Пикассо, Сальвадором Дали, Марком Шагалом, Энди Уорхолом и т. д.

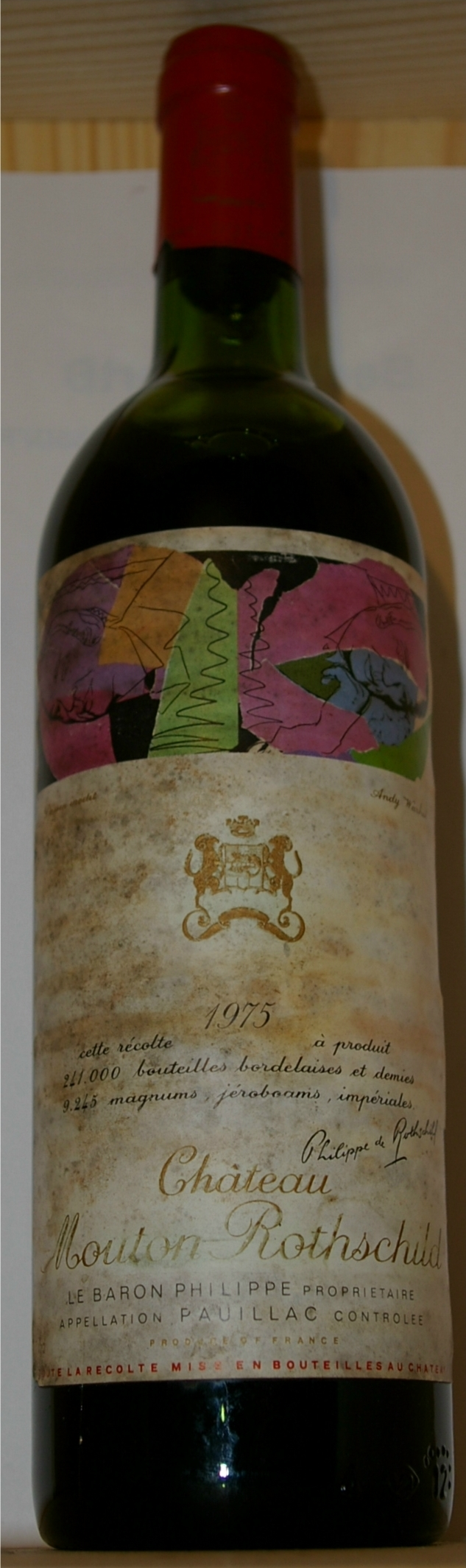
1975
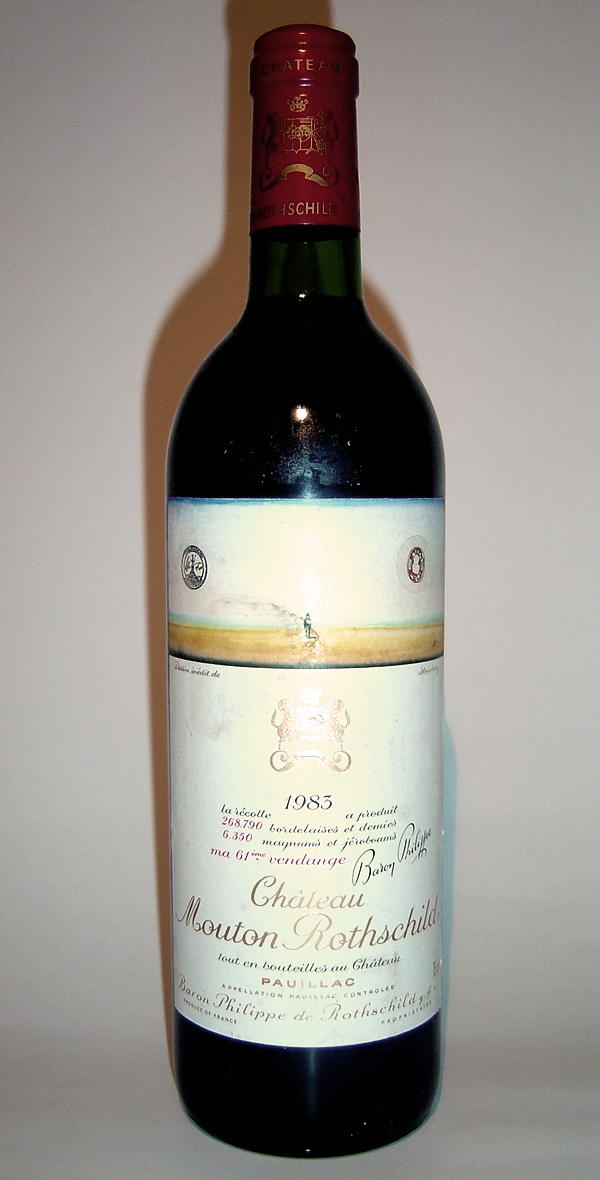
1983
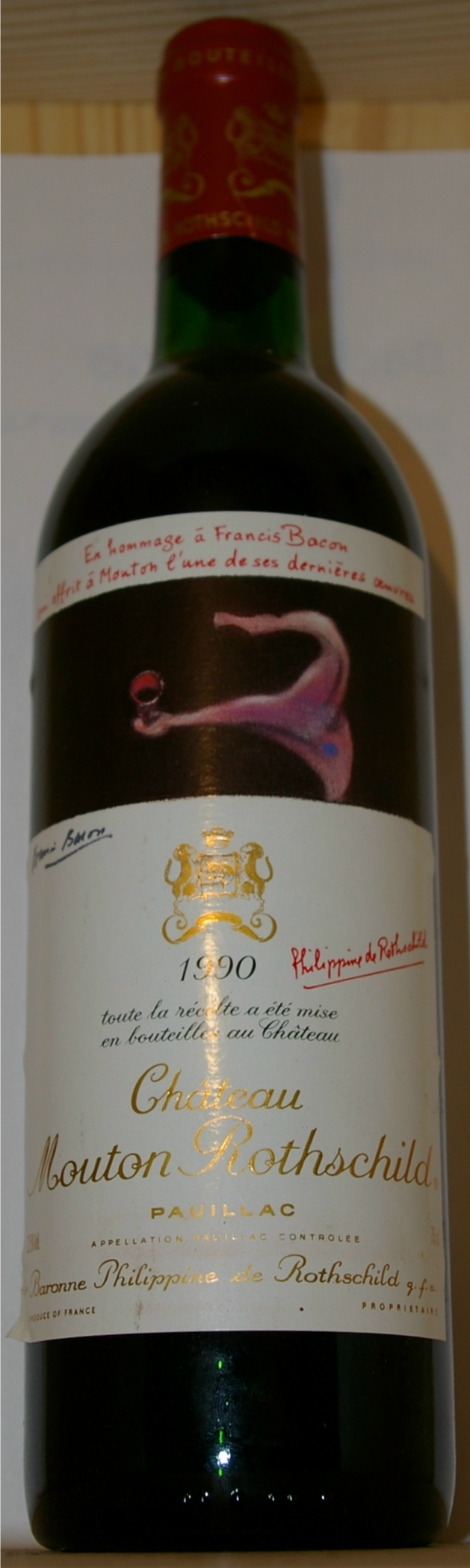
1990
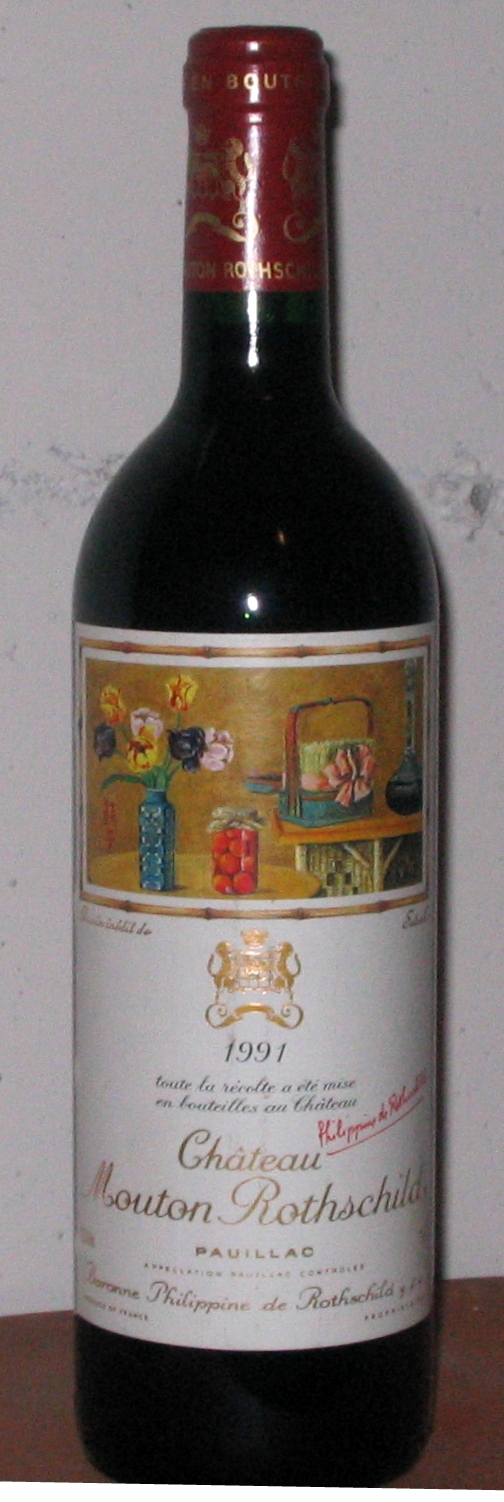
1991
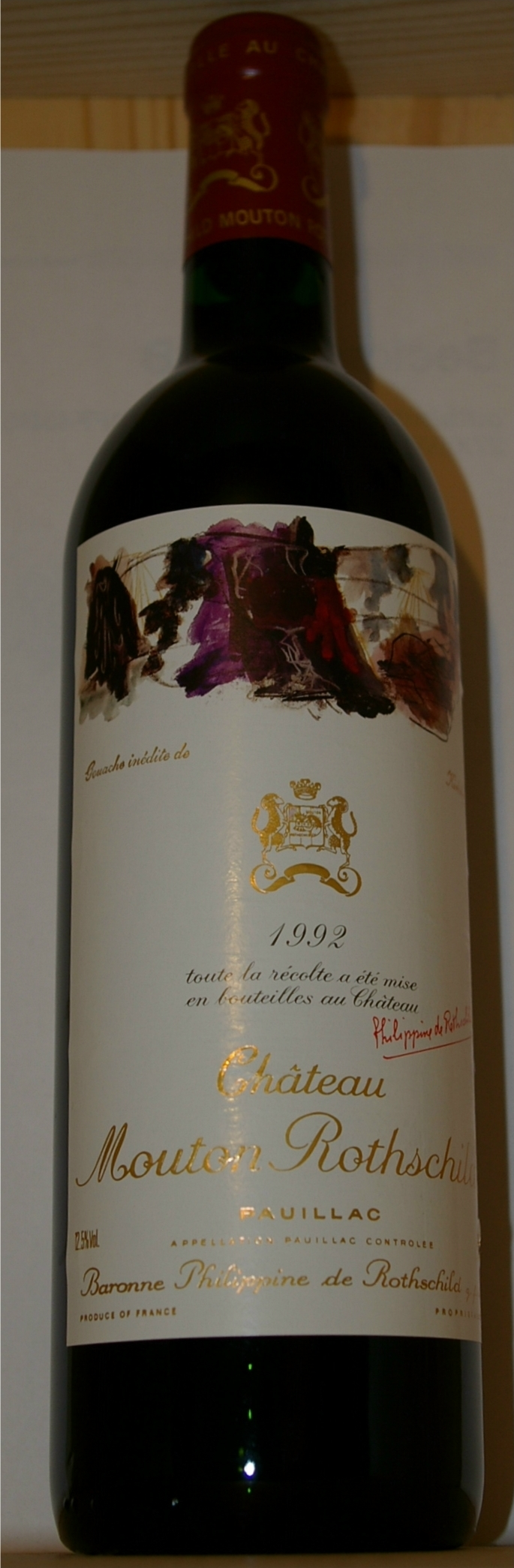
1992
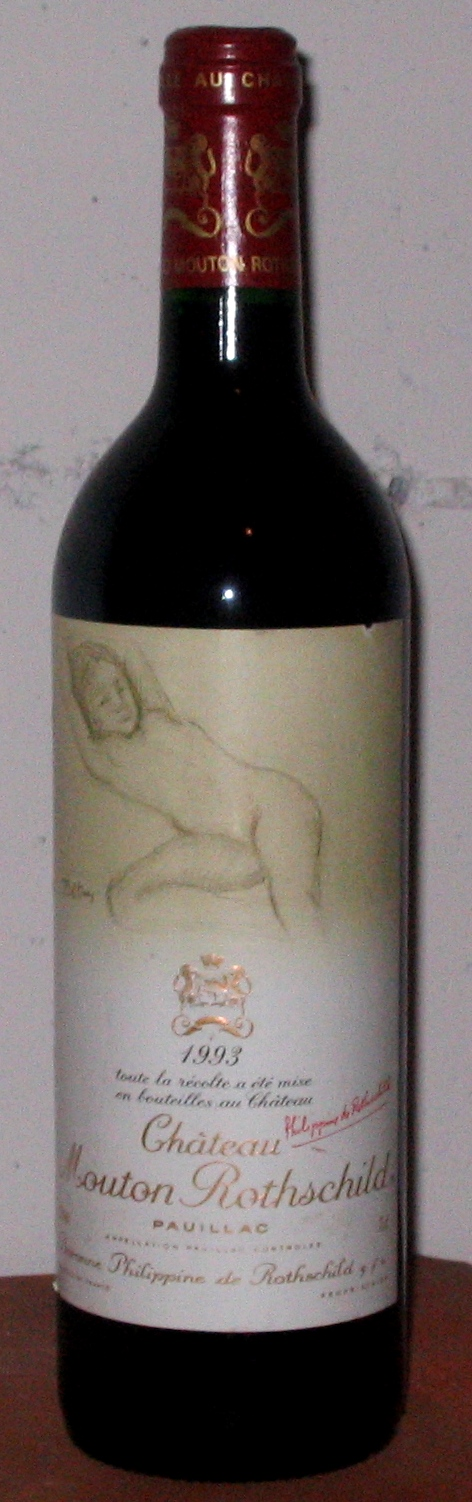
1993
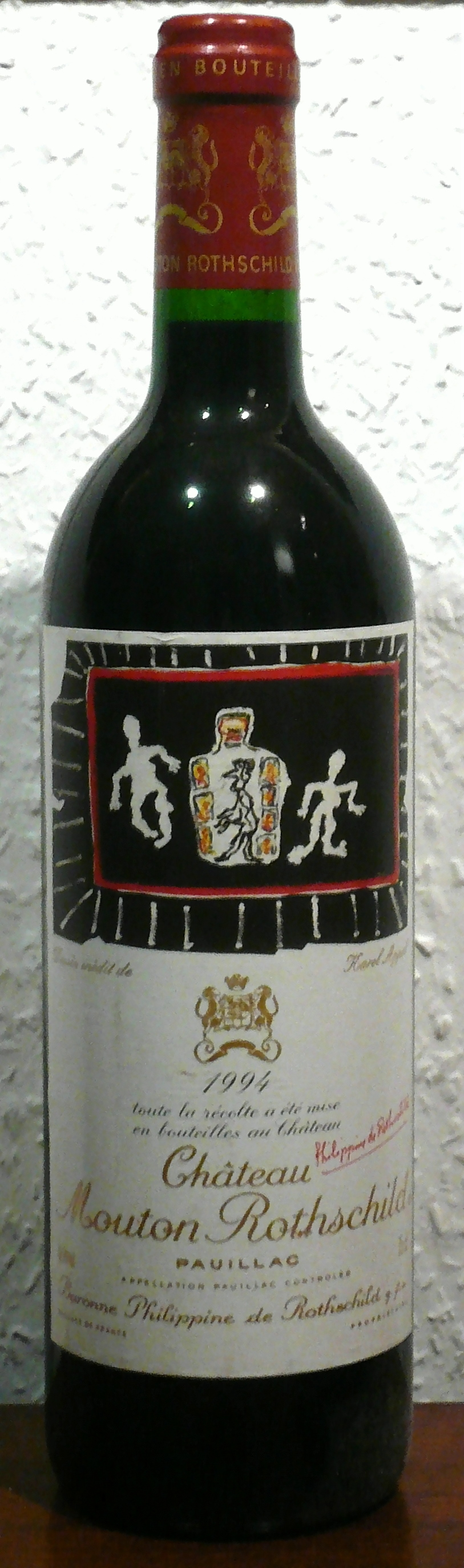
1994
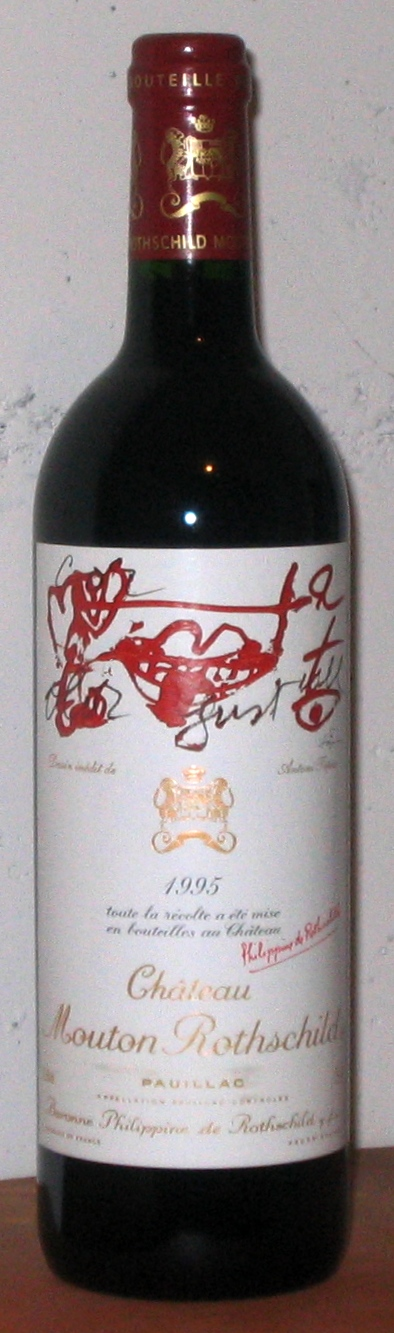
1995
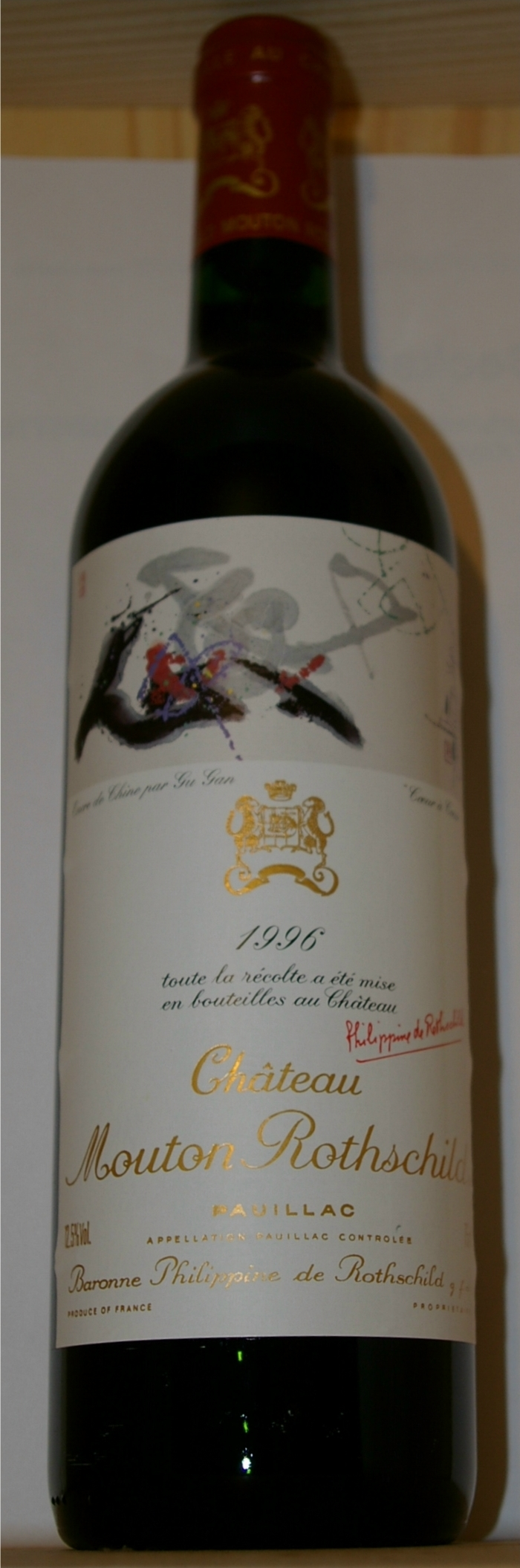
1996
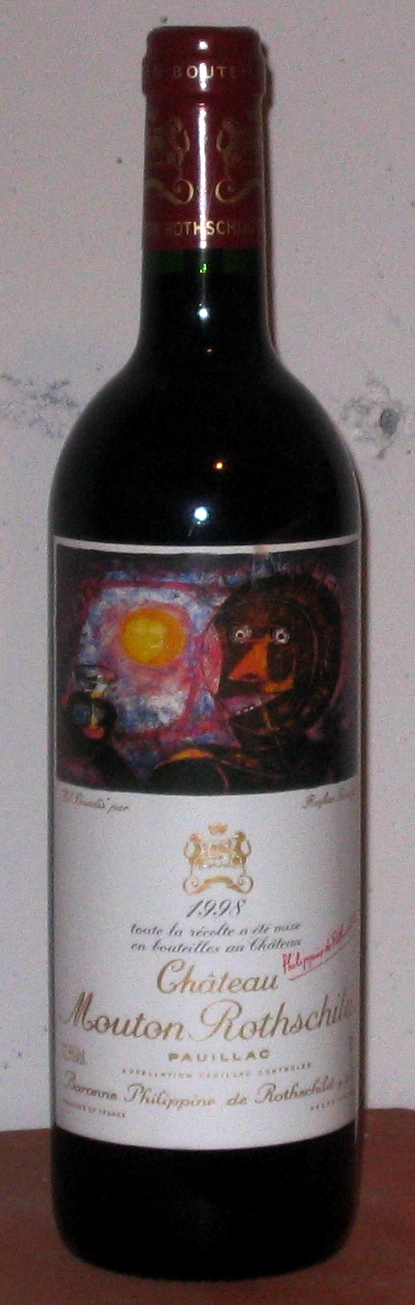
1998
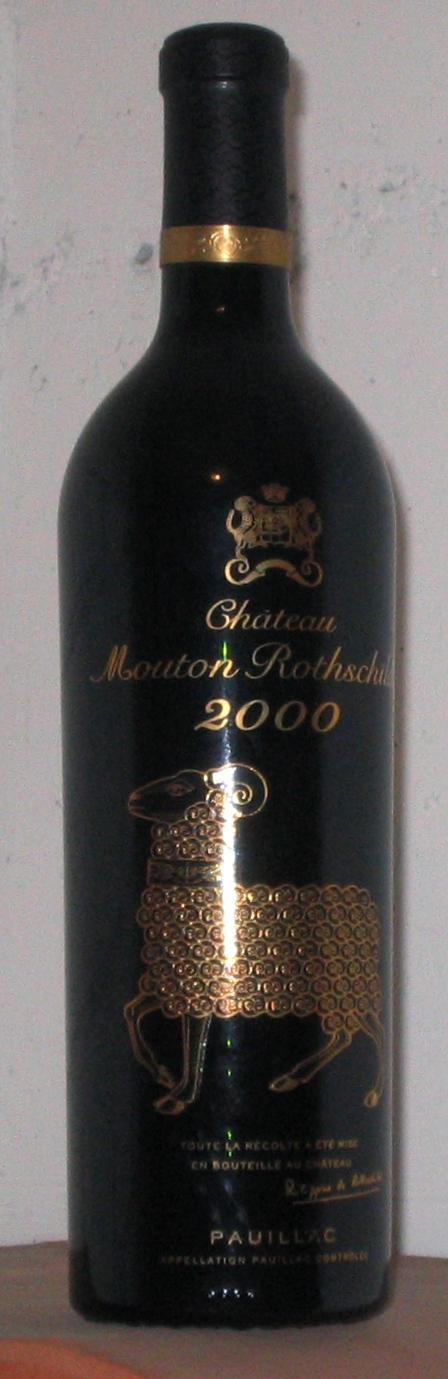
2000

- 1924 — Жан Карлю: По просьбе Филиппа Ротшильда художник-кубист Жан Карлю создал первую в XX веке этикетку для Шато Мутон-Ротшильд, на которой изобразил голову барана (название хозяйства переводится с французского как «баран»), символическое изображение замка с синими окнами и стрелы.
- 1945 — Жан Оберле: Следующая оригинальная этикетка появилась после победы над фашистской Германией. Жан Оберле изобразил на эскизе Триумфальную арку в Париже, окружённую французскими флагами, однако Филипп Ротшильд отверг этот дизайн.
- 1945 — Филипп Жюллиан: Окончательный вариант этикетки 1945 года сделал Жюллиан Филипп. Его версия тоже связана с победой во Второй мировой войне. Она представляет собой Букву «V», окружённую лавровым венком и виноградной лозой. Внутри буквы «V» находится надпись «Annee de la Victoire».
- 1946 — Жан Юго
- 1947 — Жан Кокто: Для этикетки 1947 года Кокто сделал рисунок фавна с золотой гроздью винограда в руке.
- 1948 — Мари Лорансен
- 1949 — Андре Динимон
- 1950 — Жорж Арнульф
- 1951 — Марсель Верте: В этом году французский художник венгерского происхождения Верте изобразил на этикетке влюблённого пастуха с подругой на фоне пасущегося стада.
- 1952 — Леонор Фини
- 1953 — Миниатура с изображением барона Натаниеля де Ротшильд (Baron Nathaniel de Rotschild, 1812—1870) к столетию приобретения хозяйства (11 мая 1853).
- 1954 — Жан Карзу
- 1955 — Жорж Брак: К 1955 году Брак отошёл от кубизма. На этикетке он несколькими лаконичными линиями наметил контур стола, гроздь винограда и бокал с вином. Лишь красный цвет вина и винограда оживляют эту простую композицию.
- 1956 — Павел Челищев
- 1957 — Андре Массон
- 1958 — Сальвадор Дали нарисовал лежащего барашка всего одной непрерывной витиеватой линией, рядом с ним такой же простой цветок из нескольких штрихов.
- 1959 — Ричард Липпольд
- 1960 — Жак Вийон
- 1961 — Жорж Матье
- 1962 — Роберто Себастьян Матта
- 1963 — Бернар Дюфур
- 1964 — Генри Мур
- 1965 — Доротея Таннинг: Американская художница создала этикетку, где барашки пляшут с гроздьями винограда. Этот сюжет напоминает «Танец» Матисса.
- 1966 — Пьер Алешинский
- 1967 — Сезар Бальдаччини
- 1968 — Бона Тибертелли
- 1969 — Хуан Миро
- 1970 — Марк Шагал
- 1971 — Василий Кандинский
- 1972 — Серж Поляков
- 1973 — Пабло Пикассо
- 1974 — Роберт Мазеруэлл
- 1975 — Энди Уорхол
- 1976 — Пьер Сулаж
- 1977 — В честь посещения хозяйства в апреле месяце Её Величеством Английской Королевой Матерью: «Tribute to Her Majesty Queen Elizabeth, the Queen Mother»
- 1978 — Жан-Поль Риопель
- 1979 — Хисао Домото (Hisao Domoto)
- 1980 — Ханс Хартунг
- 1981 — Арман
- 1982 — Джон Хьюстон (John Huston)
- 1983 — Сол Стейнберг
- 1984 — Агам
- 1985 — Поль Дельво
- 1986 — Бернар Сежурне (Bernard Séjourné)
- 1987 — Ханс Эрни
- 1988 — Кейт Харинг
- 1989 — Георг Базелиц
- 1990 — Фрэнсис Бэкон
- 1991 — Сецуко (Setsuko)
- 1992 — Пер Керкеби
- 1993 — Бальтус
- 1994 — Карел Аппель
- 1995 — Антони Тапиес
- 1996 — Гу Ган (Gu Gan)
- 1997 — Ники де Сен-Фалль
- 1998 — Руфино Тамайо
- 1999 — Раймон Савиньяк (Raymond Savignac)
- 2000 — Год Тысячелетия (Bouteille 2000)
- 2001 — Роберт Уилсон
- 2002 — Илья Кабаков
- 2003 — Фотография с изображением барона Натаниеля де Ротшильда (1812—1870) к стопятидесятилетию приобретения хозяйства (11 мая 1853)
- 2004 — Принц Уэльский Чарльз
- 2005 — Джузеппе Пеноне
- 2006 — Люсьен Фрейд
- 2007 — Бернар Венет
- 2008 — Ксу Лей
- 2009 — Аниш Капур
- 2010 — Джефф Кунс
- 2015 — Герхард Рихтер